# Gâteau aux carottes
Le gâteau aux carottes (en anglais « carrot cake », en suisse allemand « Rüeblitorte ») est un gâteau dont la pâte contient des carottes. De nombreuses recettes contemporaines le surmontent d’un glaçage au fromage à la crème. Divers ingrédients peuvent y être ajoutés, des fruits à coque comme les noix ou noix de pécan, ainsi que des épices comme la cannelle, le gingembre ou des mélanges d’épices. Des fruits peuvent également y être ajoutés pour l’adoucir, par exemple de l’ananas, des raisins secs ou de la noix de coco. Le gâteau  peut être présenté de multiples façons. Certains le préfèrent avec un seul étage et d'autres avec plusieurs étages surmontés de glaçage au fromage à la crème.

## Historique
Les origines du gâteau aux carottes sont disputées. Il existe une recette anglaise de 1584 pour un « pudding in a Carret [sic] root », en réalité une carotte farcie à la viande, mais où se retrouvent de nombreux ingrédients du dessert contemporain comme de la graisse, de la crème, des œufs, des raisins secs, des éléments sucrants (dattes et sucre), des épices (clous de girofle et noix de muscade), des carottes râpées et des miettes de pain (qui y remplacent la farine). Pour de nombreux historiens de la gastronomie, les origines du gâteau actuel remontent aux gâteaux de carottes communs dans l’Europe médiévale, lorsque le sucre était un ingrédient de luxe coûteux ; la cuisine populaire utilisant alors la carotte comme substitut au sucre. Des variantes évolueront par la suite vers des flans cuits dans une pâte, comme la tarte à la citrouille, ou dans différentes sortes de moule puis ornés d’un glaçage, comme le plum pudding.
Antoine Beauvilliers, célèbre chef français de la fin du XVIIIe siècle, inclut une recette de « gâteau de carottes » dans le volume II de son ouvrage L’Art du cuisinier, qui s’avère assez populaire pour être recopiée telle quelle dans d’autres livres,. Lui-même en avait publié une traduction littérale dans l’édition anglaise de son ouvrage.
Une autre recette du XIXe siècle provient de l’école ménagère de Kaiseraugst, dans le canton d'Argovie, en Suisse. Selon le Patrimoine culinaire suisse, il s’agit d’un des gâteaux les plus connus en Suisse, où il est traditionnellement réalisé pour les fêtes d’anniversaire des enfants.

## Dans le monde anglo-saxon

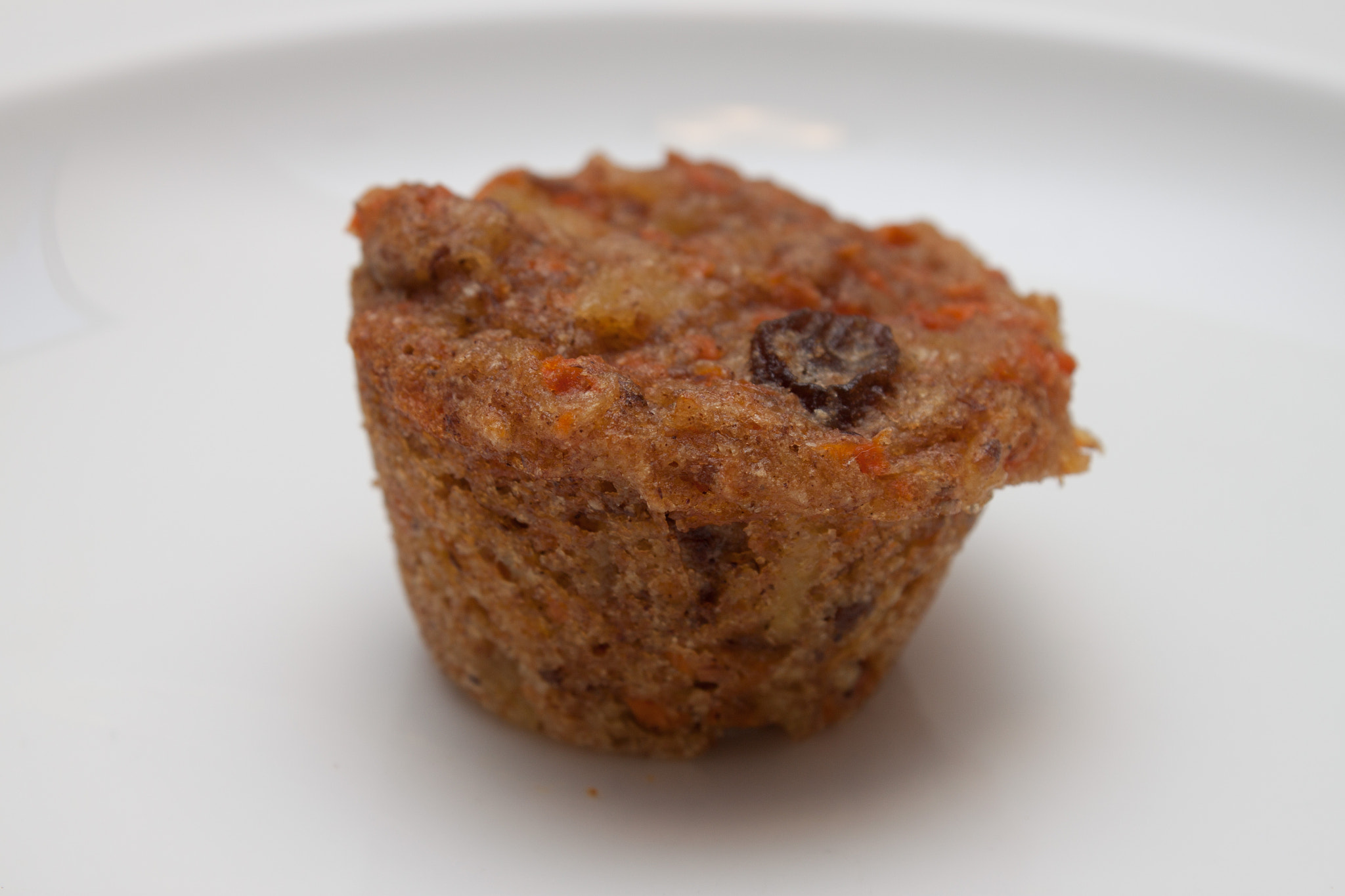
Un muffin aux carottes et à l'ananas.

Le gâteau aux carottes est également apprécié dans le monde anglo-saxon où il est connu sous le nom de carrot cake. Aux États-Unis, il est célébré chaque 3 février, à l'occasion du National Carrot Cake Day.
La popularité du gâteau aux carottes au Royaume-Uni remonte à la Seconde Guerre mondiale, où il est revenu en faveur à cause du rationnement.